# Апостольская префектура Маршалловых Островов
 Апостольская префектура Маршалловых Островов  (лат. Missio sui iuris Tokelauna) — апостольская префектура Римско-католической церкви с центром в городе Маджуро, Маршалловы Острова. Кафедральным собором апостольской префектуры Маршалловых островов является Собор Успения Пресвятой Девы Марии.

## История
20 сентября 1905 года Святой Престол учредил апостольский викариат Маршалловых островов, выделив его из апостольского викариата Новой Померании (сегодня — Архиепархия Рабаула).
4 мая 1923 года апостольский викариат Маршалловых Островов был объединён с апостольским викариатом Каролинских и Марианских островов (сегодня — Епархия Каролинских островов).
23 апреля 1993 года Римский папа Иоанн Павел II выпустил буллу Quo expeditius, которой воссоздал апостольскую префектуру Маршалловых островов после разделения епархии Каролинских и Маршалловых Островов.

## Ординарии апостольской префектуры
- епископ Бруно Шинске (1905—1915);
- епископ Джеймс Чарльз Гаулд[нем.] (23.04.1993 — 21.12.2007)
- епископ Раймундо Тако Сабио[англ.] (21.12.2007 — 28.06.2017)
- епископ Ариэль Галидо[нем.] (28.06.2017 — 14.01.2025)
- епископ Тамати Алефосио Сефо[нем.] (с 14.01.2025)

## Источник
- Annuario Pontificio, Libreria Editrice Vaticana, Città del Vaticano, 2003, ISBN 88-209-7422-3
- Булла Quo expeditius  (англ.)